# Urocitellus elegans
Urocitellus elegans — вид гризунів родини Sciuridae. Це ендемік північно-західної частини США (Монтана, Невада, Айдахо, Колорадо, Вайомінг).

## Зовнішність

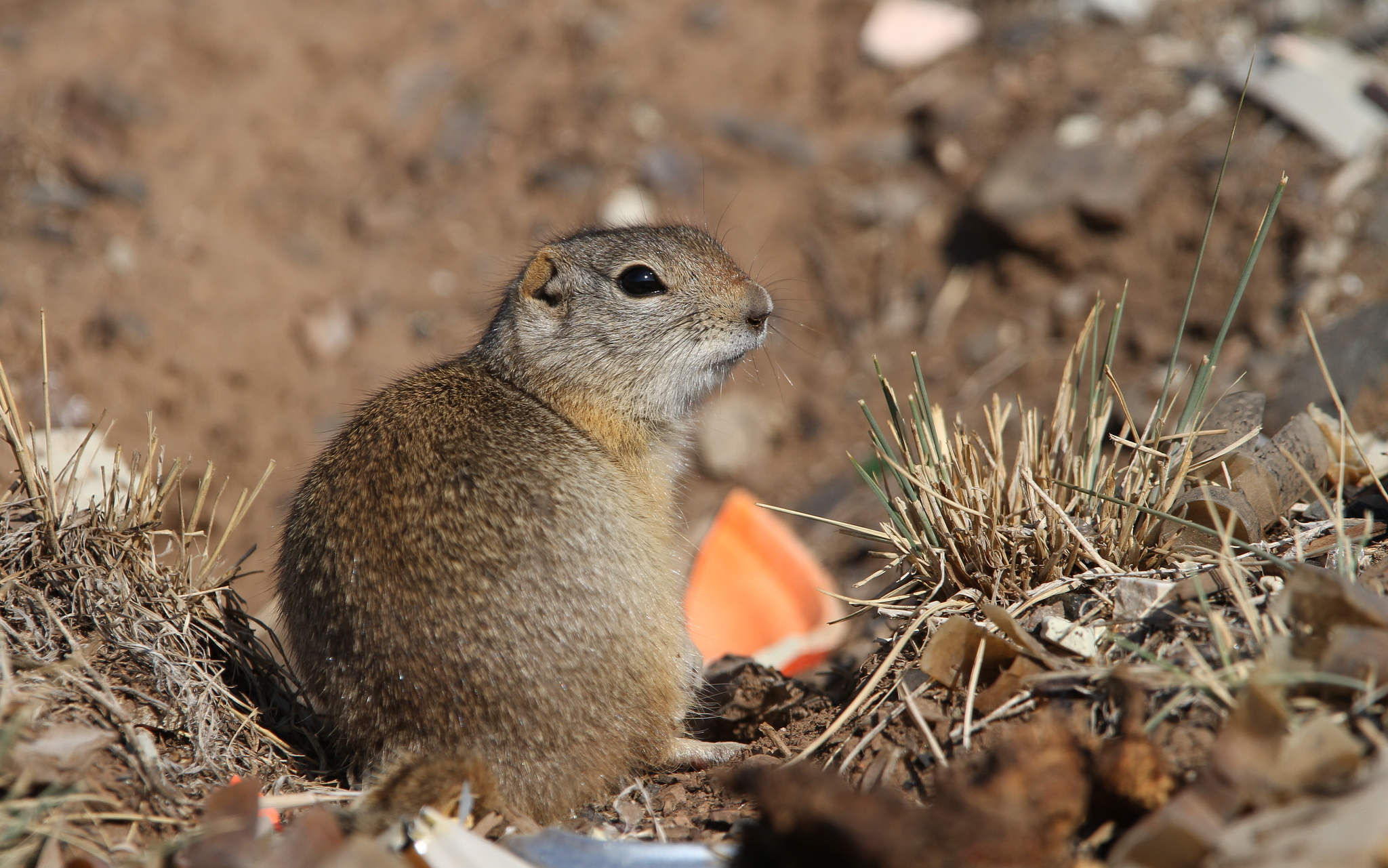

Довжина голови й тулуба становить 206–216 мм. Вага становить від 280 до 330 г. Це малий або середній вид роду з великими вухами та порівняно довгим хвостом. Забарвлення спини сіре, пісочне і частково димчасто-сіре з невеликими плямами. Боки голови, шия й тулуб сіруваті, до спини стають більш коричневими. Черево більш світло-рожевого, пісочного чи коричного кольору. Верхня частина хвоста від коричневого до пісочного кольору.

## Середовище проживання
Проживає на добре дренованих схилах височин, вкритих сухими луками або чагарниковими степами, особливо полиновими; переважно на схилах з пухкими піщаними ґрунтами, придатними для риття нір; полонини, осипи. У великих колоніях ділянка проживання може становити лише 23–46 метрів у діаметрі.

## Річний цикл
Виходить із зимової сплячки ранньою весною. Активний навесні та влітку, але знову переходить у стан спокою десь із кінця липня до початку вересня.

## Відтворення
Парування відбувається незабаром після виходу зі сплячки. Вагітність, ймовірно, триває 22–23 дні. Самиці дають один виводок на рік з 1–11 (зазвичай 6–7) дитинчат. Молодняк народжується в підземному гнізді.

## Трофіка
Харчується насінням, квітами, стеблами, листям, корінням трав, різнотрав'ям і чагарниками. Також буде харчуватися комахами, особливо в кінці літа. Іноді їсть падло. До хижаків належать койоти, борсуки, яструби.